# Villahermosa (Kolumbia)
Villahermosa – miasto w Kolumbii, w departamencie Tolima.